# Paulin Limayrac
Pour les articles homonymes, voir Limayrac.
Paulin Limayrac, né le 26 février 1816 Caussade et mort le 10 juillet 1868 à Cahors, est un journaliste et patron de presse français du Second Empire.

## Biographie
Paulin Limayrac débute à Montauban des études achevées à Paris, au collège Henri IV puis se lança dans le mouvement littéraire de l'époque, dans une petite revue philosophique et littéraire qui faisait grand bruit, du haut de la rue Saint-Jacques, L'Essor, qui s'arrêta, après un an d'une existence difficile.
Ses véritables débuts littéraires eurent lieu en 1840, dans la Revue des deux Mondes, et il collabora plus tard à la Revue de Paris, publiant une série d'articles sous le titre de Simples Essais d'histoire littéraire. Il passa ensuite à la rédaction littéraire de La Presse d'Émile de Girardin, puis rédacteur du journal Le Constitutionnel. Il sera ensuite rédacteur en chef du quotidien La Patrie, à partir de 1858, où il soutint avec beaucoup de verve et d'esprit la polémique avec les journaux de toute nuance, surtout les feuilles religieuses.
En journaliste expérimenté, il évite les longs articles qui fatiguent le lecteur, mais « dans le moindre entrefilet, on remarque sa forme brillante et surtout la recherche du trait final. »